# Hervé Alicarte
Hervé Alicarte (ur. 7 października 1974 w Perpignan) – francuski piłkarz występujący na pozycji obrońcy. Brat innego piłkarza, Bruno Alicarte.

## Kariera
Alicarte karierę rozpoczynał w 1994 roku w pierwszoligowym zespole Montpellier HSC. W Division 1 zadebiutował 14 października 1994 w przegranym 0:1 meczu z SM Caen, a 26 listopada 1994 w zremisowanym 2:2 spotkaniu ze Stade Rennais strzelił swojego pierwszego gola w lidze. Z kolei 24 września 1996 w przegranym 0:1 pojedynku I rundy Pucharu UEFA ze Sportingiem, rozegrał swój pierwszy mecz w europejskich pucharach. 
W 1998 roku przeszedł do Girondins Bordeaux (Division 1). W sezonie 1998/1999 zdobył nim mistrzostwo Francji. W kolejnym rozegrał 9 spotkań w Lidze Mistrzów, z której Bordeaux odpadło po drugiej rundzie. Jego zawodnikiem był do 2004 roku, jednak w międzyczasie był dwukrotnie wypożyczany z klubu do także pierwszoligowych zespołów Toulouse FC oraz AC Ajaccio.
Następnie został zawodnikiem szwajcarskiego Servette FC. W Swiss Super League zadebiutował 23 lipca 2004 w zremisowanym 2:2 spotkaniu z Grasshopper Club Zürich. W Servette spędził sezon 2004/2005. Potem wrócił do Francji, gdzie do końca kariery w 2007 roku reprezentował barwy trzecioligowego Nîmes Olympique.

## Statystyki
| Rozgrywki               | Poziom | Kraj       | Mecze | Bramki |
| ----------------------- | ------ | ---------- | ----- | ------ |
| Ligue 1                 | I      | Francja    | 161   | 17     |
| Championnat National    | III    | Francja    | 39    | 10     |
| Puchar Ligi Francuskiej | –      | Francja    | 12    | 0      |
| Puchar Francji          | –      | Francja    | 10    | 1      |
| Superpuchar Francji     | –      | Francja    | 1     | 0      |
| Swiss Super League      | I      | Szwajcaria | 4     | 0      |
| Liga Mistrzów           | –      | –          | 9     | 0      |
| Puchar UEFA             | –      | –          | 11    | 1      |
| Puchar UEFA (elim.)     | –      | –          | 1     | 1      |
| Puchar Intertoto        | –      | –          | 4     | 1      |